# Resident Evil: Damnation
Resident Evil: Damnation är en animerad film från 2012. Filmen är en uppföljare till Resident Evil: Degeneration.

## Handling
Historien om Resident Evil: Damnation kretsar kring bio-organisk vapen som används i ett östeuropeiska krigszon, och har återigen Leon S. Kennedy som huvudperson.

## Övrigt
Filmen är regisserad av Makoto Kamiya och producerad av Hiroyuki Kobayash.